# هنري دي مونترلان
 هنري دى مونترلان(بالفرنسية:Henry de Montherlant) اسمه بالكامل هنري ماري جوزيف سبيديت ميلون دي مونترلان، هو روائي، كاتب، كاتب مسرحي وأكاديمي فرنسي، ولد في 20 أبريل 1895 في الدائرة السابعة في باريس وفيها توفي في 21 سبتمبر 1972.

غالبًا ما يشار إليه باسم مونترلان الوحيد.

## سيرته

### أصول الأسرة

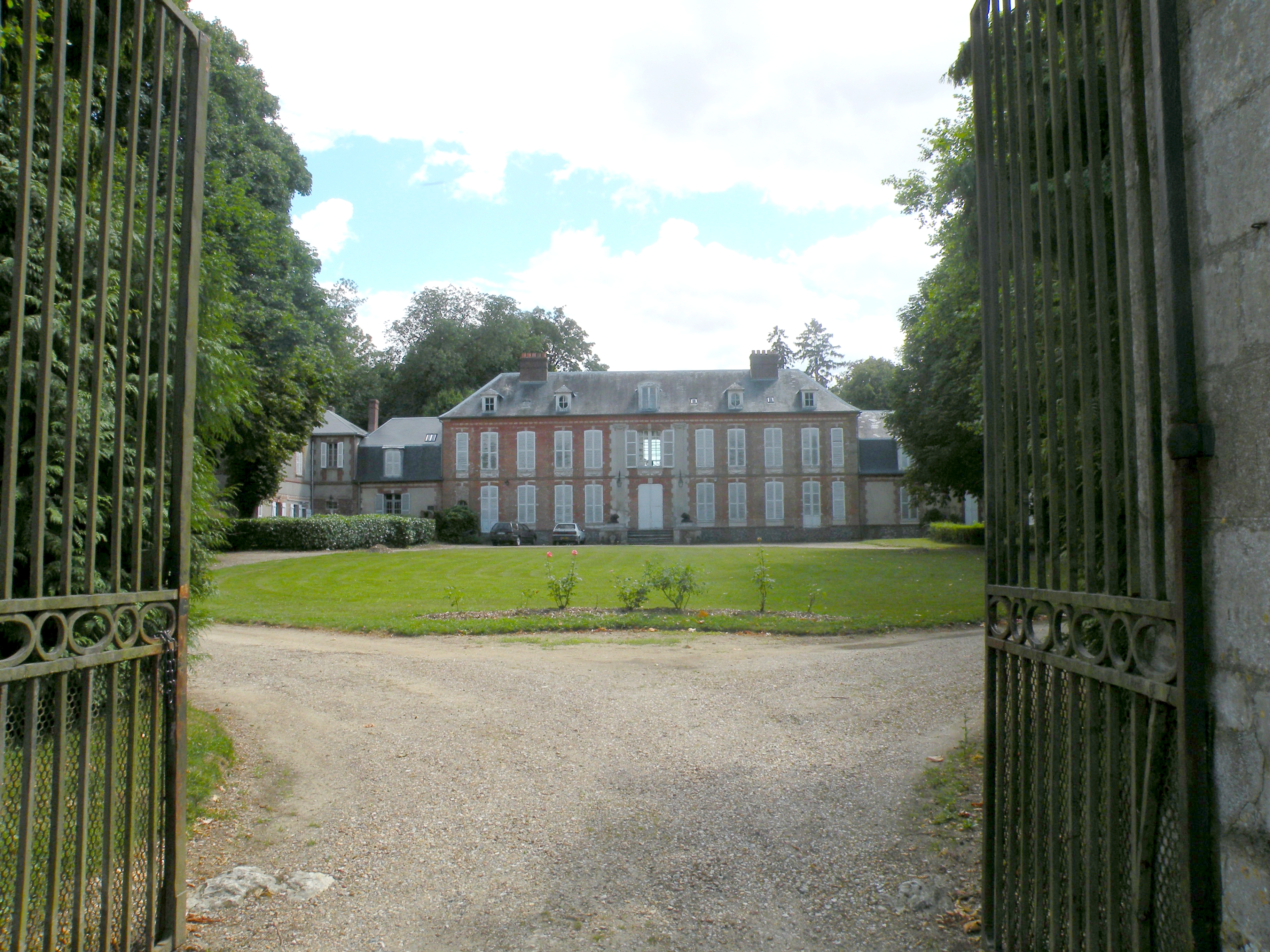
قلعة مونترلان في الوايز.

كانت عائلة ميلون، التي أصبحت الآن ميلون دي مونترلان في عام 1864، وفقًا لعالم الأنساب لويس دي سان بيير عائلة صغيرة من النبلاء القدماء، يشير بعض علماء الأنساب أن عائلة مونترلان هي فرع غير نبيل من عائلتها الكبرى، إلا أن غالبهم يرى انتساب مونترلان لطبقة نبيلة جرمانية قديمة.

### عن حياته

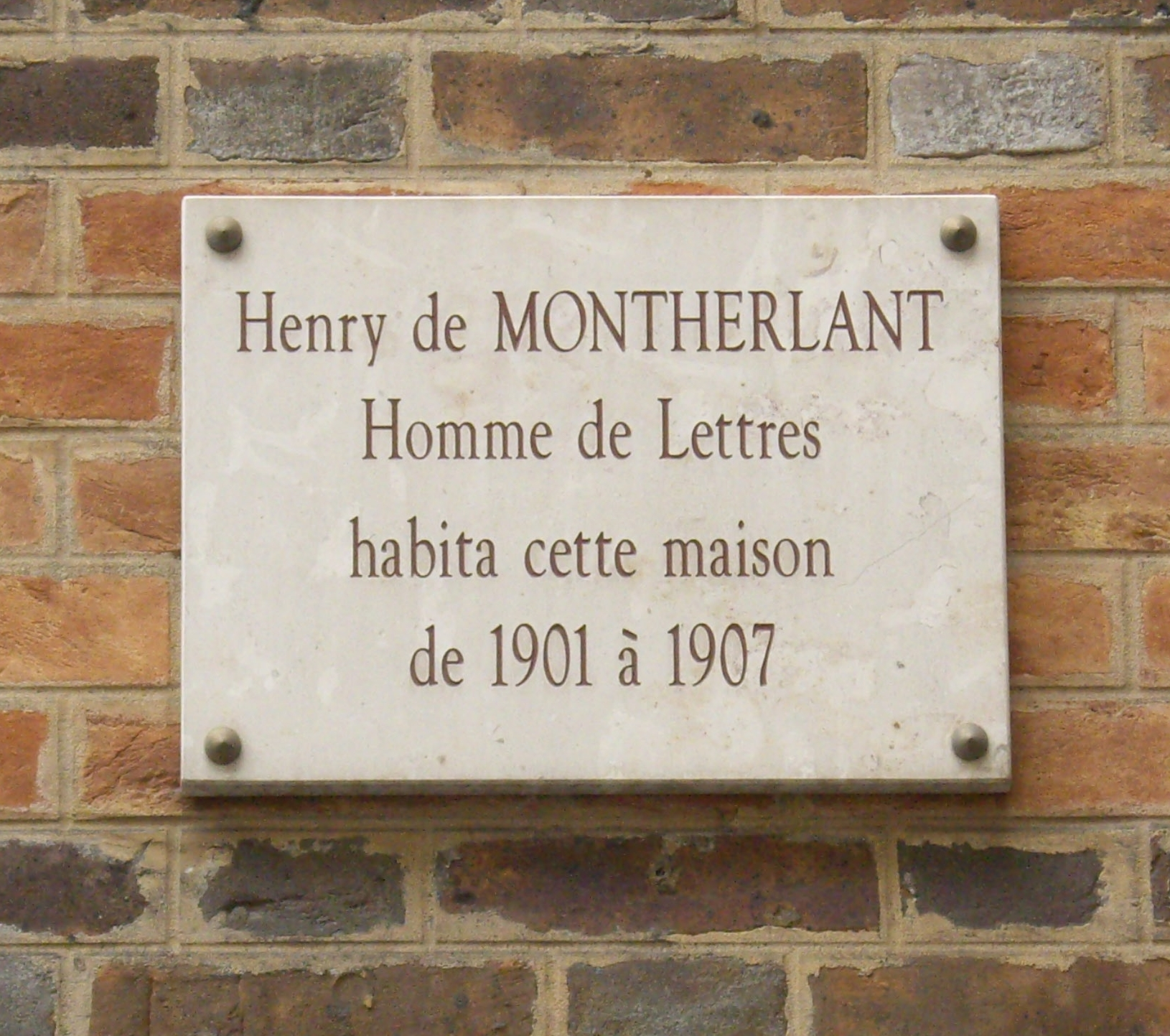
لوحة 106 شارع وريستون (الدائرة السادسة عشر في باريس)، حيث عاش بين عامي 1901 و 1907.

هنري دي مونترلان تذوق مبكرًا الكتابة. ربما كانت والدته هي التي شجعته على هذا. كان عمل ما هذا؟ الذي ألفه هنريك سينكويكز، والذي طالما قرأته له، مؤثرا فيه طوال حياته، هذه الرواية التاريخية تجلب له الوحي المزدوج، «الوحي فن الكتابة ، والوحي ما أنا»، قال في 1957-1958. سيوفر له كوو فاديس المواضيع التي سيتطرق إليها خلال عمله: الصداقة والانتحار وروما القديمة.
في سن السابعة أو الثامنة، بدأ بالفعل بكتابة قصص صغيرة وغالبًا ما استندت قصصه إلى العصور القديمة. ثم بدأ بكتابة يومياته من تلك السن (التي دمرت في النهاية حياته). بدأ في سن مبكرة مصارعة الثيران.
درس في Lycée Janson de Sailly ثم أنهى دراسته في مؤسسة سانت كروا، والمعروفة بخياراتها الكاثوليكية التقدمية، كان طالبا جيدا في اللغة اللاتينية والرسم. تم طرده منها وهو في السابعة عشرة عام 1912، وقد ظهر أثر المدرسة واضحاً في أعماله الأدبية الأولى، مثل رواية «مناوبة الصباح»  La Relève du matinت (1920) ومسرحية «مدينة أميرها طفل»  La Ville dont le prince est un enfant التي لم ينشرها حتى عام 1951.
توفي والده عندما كان هنري في التاسعة عشرة، والدته توفيت بعد ذلك بعام.
كتب أولى مسرحياته وهو في التاسعة عشرة.

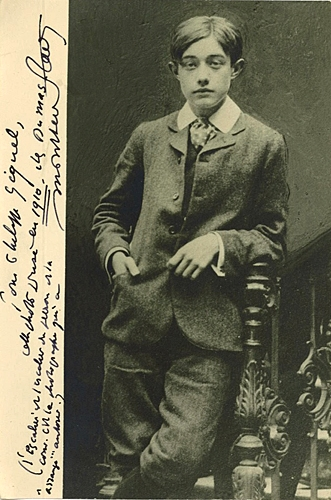
مونترلان في الرابعة عشرة عام 1910

كان محبا للأساطير القديمة وأخلاقياتها.
التحق مونترلان بالخدمة الإلزامية بعيد اندلاع الحرب العالمية الأولى وجرح في إحدى المعارك. ثم سجل تجربته العسكرية هذه في روايتين ظهرتا بعد الهدنة وهما: رواية «حلم» Songe بأسلوب السيرة الذاتية، وكتاب «لحن جنائزي لموتى موقعة ڤيردان»Chant funèbre pour les morts de  Verdun تغنى فيه ببطولات المقاتلين في الحرب.

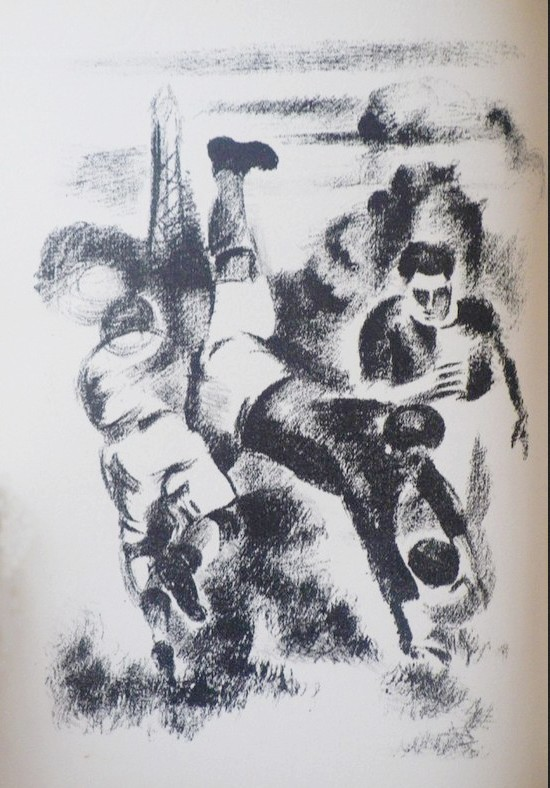
مطبوعة لروبرت ديلوناي توضح التهافت للحصول على نسخة من La Relève du Matin (1928).

غادر مونترلان باريس عام 1925، وبدأ مرحلة من التيه دامت سبع سنوات قادته إلى كثير من البلاد. وفي إسبانيا جذبته مصارعة الثيران التي وجد فيها صورة مصغّرة عن الحرب، فكتب عدداً من الأعمال الروائية المستوحاة من عالمها، كما دوّن انطباعاته عن أسفاره. نشر هذه الأعمال في مرحلة ما بين الحربين، وكانت رباعيته الروائية «الفتيات» Les Jeunes filles ت (1936ـ1939) المشبعة بمشاعر بغض النساء، أكثر الروايات مبيعاً في فرنسا في ذاك الوقت. ترك ممتلكاته المنقولة في مستودع الأثاث، وغادر فرنسا في 15 يناير 1925 إلى إيطاليا والمغرب الإسباني وإسبانيا. وباعتباره أحد الهواة المتحمسين لحضارات حوض البحر الأبيض المتوسط  ، وخاصة حضارة روما القديمة وإسبانيا والعرب، تجول في بلدانهم حتى عام 1932، وانغمس في ملذاته ورياضاته المفضلة. وهكذا في نهاية عام 1925 وفي مزرعة بالقرب من الباسيتي، أطيح به من قبل ثور وقطع محيط رئتيه.ووقع بعدها ضحية لحمى التيفوئيد والاحتقان الرئوي، وأمضى أربعة أشهر في عام 1926 في المنازل الصحية، وتعافى في طنجة.
في عام 1929 كان يعيش ثلاثة أشهر في السنة في باريس (في الصيف)، وبقية الوقت في شمال إفريقيا، وخاصة في الجزائر. هذه الإقامات هي أصل تفكيره حول المبدأ الاستعماري، وعلى الرغم من الصراع الذي وجد نفسه عالقًا فيه بين الوطن الأم والعدالة، فإنه ألف العمل الذي حمل عنوان La Rose de Sable والذي أدان فيه بشكل رومانسي تجاوزات فرنسا الاستعمارية.
بعد عودته إلى فرنسا في أبريل 1932، قبل إعادة تسليح ألمانيا، نشر في جريدة La Liberté مقالة طويلة عن حالة فرنسا وعدم استعدادها لحرب لها بوادرها، تم وصفه بالوطني غير القومي.
اتخذ مونترلان موقفاً حيادياً قبيل الحرب العالمية الثانية، فكتب في صحف الأحزاب المتخاصمة، لكنه التحق بالجيش مراسلاً حربياً لصحيفة «ماريان» Marianne الأسبوعية، وسجل وقائع هزيمة فرنسا في رواية «حلم المحاربين» Le Rêve des guerriers, كما سجل يومياته في «اعتدال أيلول» L’Équinoxe de septembre جج (1938) و«انقلاب حزيران»  Le Solstice de juin   ت (1941) و«نصوص تحت احتلال» Textes sous une occupation ت (1953).
تم اتهامه بعد انتهاء الحرب بالتعاون مع النازية إبان احتلال الألمان لفرنسا وظهر اسمه كمؤيد لحكومة فيشي وتم التحقيق معه من أكثر من جهة إلا أن تلك التحقيقات لم تصل لشيء مؤكد.
بعد الحرب، انسحب بعيدا عن المجتمع المعاصر وسعى لتجاوز الصراعات الحزبية، كرس نفسه لكتابة مسرحيات مثل: مزقتهم عواطفهم ، وكثيراً ما تعرضوا للخيانة والخسارة، غدا سيكون يومًا ، الموت الذي يصنع الرصيف ، والحرب الأهلية ، إلخ. أنتج أيضًا العديد من الرسومات الغرافيتية، اسكتشات تمثل بدورها مشاهد مصارعة الثيران، رجال يرتدون ملابس خفيفة وغيرها، إلا أنه تخلى عن الرسم بعد ذلك قائلا أن «كل ما هو ليس أدبًا أو متعة يضيع الوقت».

## انتحاره
تسبب حادث وقع له في عام 1968 بفقدانه للبصر في عينه اليسرى ثم أصبح شبه أعمى بعد هذا الحادث، انتحر يوم الخميس21 سبتمبر1972، يوم الاعتدال الشمسي في سبتمبر، عندما يكون النهار مساوياً لليل. ابتلع كبسولة السيانيد وأطلق النار على نفسه في الفم في وقت واحد. ترك مونترلان ملاحظة لجان كلود بارات يقول فيها: «أنا أعمى أقتل نفسي».
أوصى أن يُحرق جسده ثم يُذرّ رماده في ميدان مدينة روما الأثري «الفوروم».

## نقاط خلافية
تم اتهامه بالشذوذ الجنسي وذلك استنادا إلى فضيحة طرده من مدرسة سانت كروا وهو في السابعة عشرة وقد طرد لتحرشه بتلميذ أصغر منه، كما أن البعض قد قال أن الحادث الذي أدى لفقدانه عينه في مارس 1968 والذي ذكر رسميا أن سببه ضربة شمس لم يكن إلا نتيجة لمطارداته الليلية للمراهقين الصغار.
اتهم أيضا بكرهه للنساء وعداوته لهن في أعماله وحياته.

## من أعماله
مونترلان مؤلف ذو إنتاج أدبي وفير للغاية وقد كتب الروايات والقصص والمسرحيات والمقالات، وله أيضا دفاتر ملاحظات وشعر ومراسلات. تتوفر معظم أعماله في مكتبة Pléiade (مجلدين من الروايات، ومجلد مسرح، وكتاب من المقالات).

### من رواياته
- الحلم (1922)
- السائحين (1926)
- الفتيات الصغيرات (1936)
- شفقة النساء (1936)
- شيطان الخير (1937)
- الجذامون (1939)
- الفردي (1934)، أعيد إصدارها في عام 1963 من قبل طبعات Lidis مع الرسوم التوضيحية ل Gabriel Zendel
- الفوضى والليل (1963)
- زهرة الرمال
- القاتل هو سيدي (1971)

### من مسرحياته
- الملكة الميتة La Reine morte ت (1942).
- الابن المنبوذ ت (1943)
- مدينة أميرها طفل.
- اللقيط Fils de personne.
- سيد سانتياغو Le Maître de Santiago ت (1947)
- مزقتهم عواطفهم
- كثيراً ما تعرضوا للخيانة والخسارة
- غدا سيكون يومًا
- الحرب الأهلية ت 1965.

### قصص
- المسافر الوحيد هو الشيطان (1961)
- لكن هل نحب من نحبهم؟ (1973)
- ملف باريس (1974)
- حروق الشمس (1976)
- بضعة أشهر من السحر، بضعة أيام من المتاعب. شمال إفريقيا غير منشور (1926-1940)

### كتيبات
- العب مع هذا الغبار (1958-1964) (1966)
- جميع الحرائق تنطفئ (1965، 1966، 1967، 1972 وبدون تواريخ) (1975، بعد وفاته)

### شعر
- لحظة أخرى من السعادة (1934)
- الحواجز (1924)

## أعمال عنه
يعتبر الكاب الفرنسي فيليب دي سان روبار من المختصين في أعمال هنري دي مونترلان، وألف ثلاثة كتب في هذا الموضوع:
مونثرلان المنفصل 1970
مونثرلان أو تغيير فرقة النهار، الرسائل الجميلة 1992
مونثرلان أو الأستنكار التراجيدي 2012

## روابط خارجية
- هنري دي مونترلان على موقع IMDb (الإنجليزية)
- هنري دي مونترلان على موقع الموسوعة البريطانية (الإنجليزية)
- هنري دي مونترلان على موقع مونزينجر (الألمانية)
- هنري دي مونترلان على موقع قاعدة بيانات الفيلم (الإنجليزية)
- هنري دي مونترلان على موقع أوليمبيديا (الإنجليزية)